# Carlisle (Texas, Trinity County)
Carlisle ist ein bewohntes gemeindefreies Gebiet im Trinity County im US-Bundesstaat Texas.

## Geschichte
Carlisle liegt 23 Kilometer südwestlich von Groveton im Südwesten des Trinity Countys. Das Gebiet wurde erstmals zur Zeit des Amerikanischen Bürgerkriegs besiedelt. Sein Wachstum begann jedoch erst Ende des 19. Jahrhunderts. Nach 1900 kam die Eisenbahn in die Gegend und Carlisle wurde ein Bahnhof. 1906 wurde ein Postamt eröffnet, welches 1955 wieder geschlossen wurde.
In den 1930er Jahren erreichte die Einwohnerzahl 100 Personen. Der Stand blieb bis 1990 ungefähr gleich. Carlisle war zu der Zeit eine landwirtschaftliche Streusiedlung. Bis zum Jahr 2000 sank die Einwohnerzahl auf 68.

### Name
Der Ort wurde nach John Carlisle benannt, der in der Gegend Mühlen errichtete.